# Wieża Bismarcka na Wieżycy
Wieża Bismarcka na Wieżycy (według oficjalnej terminologii w Sobótce – Bismarckturm Zobten) – jest jedną ze 172 zachowanych na świecie wież Bismarcka. Obecnie jest dostępna do zwiedzania.

## Historia
Wieża powstała z inicjatywy Wrocławskiego Zrzeszenia Studentów. Do realizacji wybrano projekt Zmierzch Bogów autorstwa Wilhelma Kreisa. Kamień węgielny położono 13 maja 1906 roku. 21 czerwca 1907 roku odbyło się uroczyste otwarcie wieży i przekazanie jej władzom Sobótki przez Akademicki Związek Gimnastyczny Suevia. W 1992 roku z inicjatywy mieszkańców Sobótki została odnowiona.

## Dane techniczne
- wysokość: 15 metrów
- liczba schodów: 60
- wykonanie: granit pochodzący ze Ślęży, misa ogniowa na szczycie (obecnie nie istnieje)
- koszt: 40 000 marek